# Chaetomiris
Chaetomiris is een geslacht van wantsen uit de familie van de Miridae (Blindwantsen). Het geslacht werd voor het eerst wetenschappelijk beschreven door Bliven in 1973.

## Soorten
Het genus is monotypisch en bevat alleen de volgende soort:

- Chaetomiris sequoiarum Bliven, 1973